# Marshall Eriksen
Marshall Eriksen je izmišljeni lik iz serije Kako sam upoznao vašu majku. Glumi ga Jason Segel.

## O Marshallu Eriksenu
Marshall Eriksen je izmišljeni lik koji se pojavljuje u seriji Kako sam upoznao vašu majku. Rođen je u malom gradu St. Cloudu u saveznoj državi Minnesoti u SAD-u. Ima majku (Judy), oca (Marvin), 2 brata (Marcus, Marvin Jr.), suprugu (Lily Aldrin) i 3 djece (Marvin Waitforit, Daisy, neimenovano treće dijete). Njegov točan datum rođenja ne zna se, ali se pretpostavlja da je rođen u razdoblju 1977. – 1978. Veliki je navijač Minnesota Vikingsa. Oduvijek je htio postati odvjetnik za okoliš. Zaposlio se u GNB-u (Goliath National Bank), a nakon nagle smrti njegova oca, ispunjava svoj san te postaje odvjetnik za okoliš. Obožava paranormalne aktivnosti.

## Najbolji prijatelji

### Ted Mosby
Ted je Marshallov najbolji prijatelj. Marshall i Ted upoznali su se 1996. na Wesleyan Universityu te su postali cimeri. Postali su najbolji prijatelji nakon izleta opasnog po život. Zajedno su diplomirali 2000.

### Lily Aldrin
Lily je Marshallova supruga. Upoznali su se 1996. (iste godine kada je Marshall upoznao Teda). Zavoljeli su se na prvi pogled. U zadnjoj epizodi prve sezone Lily ostavi Marshalla kako bi otišla u San Francisco zbog crtanja. Međutim, ona se vrati te se kasnije pomire i opet se zavole. Vjenčali su se 2007. Lily postaje trudna 3 puta.

### Barney Stinson
Barney je Marshallov dobar prijatelj. Ted ih je međusobno upoznao te je tada Barney rekao da će ih naučiti "kako živjeti". Barney je učinio mnogo za Marshalla i obrnuto.
U epizodi "Slap Bet" Marshall i Barney se pitaju je li Robin bila pornozvijezda kada je bila mlađa te se oklade. Barney izgubi okladu te ga Marshall smije ošamariti 5 puta; bilo kada, bilo gdje.

### Robin Scherbatsky
Robin je Marshallova dobra prijateljica. Upoznali su se dok je Ted bio u vezi s njom. Tijekom serije Marshall misli da ga Robin voli, ali Robin to nikada ne potvrđuje. 

## Vanjske poveznice
- Marshall Eriksen